# Antony
 Antony  es una ciudad y comuna francesa situada en la región de Isla de Francia, departamento de Altos del Sena, en el distrito de su nombre. La comuna comprende la totalidad del cantón homónimo y parte del de Bourg-la-Reine.
Su población municipal legal a 1 de enero de 2007 era de 61 761 habitantes.
Está integrada en la Communauté d’agglomération des Hauts de Bièvre, de la que es la mayor población.

## Demografía[1]
| 1 223 | 1 100 | 1 028 | 1 170 | 1 360 | 1 336 | 1 347 | 1 328 | 1 359 | 1 650 | 1 753 | 1 497 | 1 525 | 1 620 | 1 872 | 1 967 | 2 533 | 3 068 | 3 477 | 4 490 | 7 549 | 12 468 | 17 645 | 19 780 | 21 233 | 24 512 | 46 483 | 56 638 | 57 540 | 54 610 | 57 771 | 59 855 | 61 761 |
| Para los censos de 1962 a 1999 la población legal corresponde a la población sin duplicidades (Fuente: INSEE [Consultar]) |       |       |       |       |       |       |       |       |       |       |       |       |       |       |       |       |       |       |       |       |        |        |        |        |        |        |        |        |        |        |        |        |

## Hermanamientos[7]
- Reinickendorf  Alemania
- Collegno  Italia
- Lewisham  Reino Unido
- Sderot  Israel
- Hammam-Lif (en francés)  Túnez
- Lexington (Massachusetts)  Estados Unidos
- Olomouc  República Checa
- Protvino  Rusia
- Eleftheroupolis  Grecia

## Personas vinculadas
- Flaminio Bertoni, diseñador de automóviles, falleció aquí.
- John Berger, escritor, falleció aquí.
- Laurent Lafforgue, matemático, nació aquí.
- Madeleine Lebeau, actriz, nació aquí.